# Álvaro González (ur. 1984)
Álvaro Rafael "Tata" González Luengo (ur. 29 października 1984 w Montevideo) – urugwajski piłkarz pochodzenia włoskiego występujący na pozycji środkowego pomocnika, obecnie zawodnik urugwajskiego La Luz.

## Kariera klubowa
González pochodzi ze stołecznego Montevideo i jest wychowankiem akademii juniorskiej tamtejszego klubu Defensor Sporting. Do pierwszej drużyny został włączony jako osiemnastolatek przez szkoleniowca Juana Ahuntchaína i w urugwajskiej Primera División zadebiutował 2 marca 2003 w przegranym 2:3 spotkaniu z Fénixem i już po upływie kilkunastu miesięcy został kluczowym zawodnikiem zespołu. Premierowego gola w najwyższej klasie rozgrywkowej strzelił natomiast 22 maja 2005 w wygranej 2:0 konfrontacji z Danubio i w tym samym sezonie 2005 zdobył z Defensorem tytuł wicemistrza kraju. Trzykrotnie zajął również ze swoim macierzystym zespołem trzecią pozycję w lidze, regularnie, choć bez poważniejszych sukcesów, biorąc udział w turniejach międzynarodowych. Ogółem barwy Defensora reprezentował przez niemal pięć lat.
Latem 2007 González został zawodnikiem argentyńskiego giganta – ekipy Club Atlético Boca Juniors ze stołecznego Buenos Aires. W tamtejszej argentyńskiej Primera División zadebiutował 19 sierpnia 2007 w wygranym 1:0 meczu z San Martín, zaś jedynego gola zdobył 11 listopada tego samego roku w wygranym 4:0 pojedynku z Vélezem Sarsfield. Mimo regularnych występów nie potrafił sobie jednak wywalczyć pewnej pozycji w wyjściowym składzie, rywalizując z graczami takimi jak Sebastián Battaglia czy Fabián Vargas. W 2007 roku wziął udział w Klubowych Mistrzostwach Świata, gdzie zajął z Boca drugie miejsce, przegrywając w finale z Milanem (2:4). W wiosennym sezonie Clausura 2008 zanotował wicemistrzostwo kraju, natomiast pół roku później, podczas jesiennych rozgrywek Apertura 2008, zdobył z prowadzoną przez Carlosa Ischię drużyną – choć tylko jako rezerwowy – tytuł mistrza Argentyny. W tym samym roku wywalczył również superpuchar Ameryki Południowej – Recopa Sudamericana.
W sierpniu 2009 González powrócił do ojczyzny, na zasadzie wolnego transferu podpisując umowę z czołowym urugwajskim zespołem – stołecznym Club Nacional de Football. W sezonie 2009/2010 jako podstawowy pomocnik wywalczył z nim wicemistrzostwo kraju, a bezpośrednio po tym za sumę 3,5 miliona euro przeszedł do włoskiego SS Lazio. W Serie A zadebiutował 18 września 2010 w wygranym 2:1 spotkaniu z Fiorentiną, a pierwszą bramkę strzelił 13 lutego 2011 w wygranej 2:0 konfrontacji z Brescią. W sezonie 2012/2013 jako jeden z ważniejszych piłkarzy rzymskiej drużyny zdobył z nią puchar Włoch – Coppa Italia, zaś jeszcze w tym samym roku zajął również drugie miejsce w krajowym superpucharze – Supercoppa Italiana. Rok później, po przyjściu do Lazio trenera Stefano Piolego przestał jednak notować regularne występy, wobec czego w lutym 2015 na zasadzie wypożyczenia przeniósł się do Torino FC. Tam spędził pół roku, bez większych sukcesów i wyłącznie jako rezerwowy zawodnik.
Latem 2015 González został wypożyczony do meksykańskiego zespołu Club Atlas z siedzibą w Guadalajarze. W tamtejszej Liga MX zadebiutował 12 września 2015 w wygranym 3:2 meczu z Dorados.
W lutym 2017 powrócił do urugwajskiego Nationalu. W urugwajskiej Primera División zadebiutował 19 lutego 2017 w wygranym 1:0 meczu z Plaza Colonia w którym strzelił bramkę.
W styczniu 2019 wrócił do Defensora Sporting. W tamtejszej Primera División zadebiutował 24 lutego 2019 w przegranym 3:0 meczu z Cerro Largo.
W maju 2022 przeszedł do drugoligowego La Luz. W tamtejszej Segunda División zadebiutował 5 czerwca 2022 w wygranym 4:2 meczu z Progreso.
| Sezon     | Klub                       | Kraj      | Rozgrywki        | Mecze | Bramki |
| --------- | -------------------------- | --------- | ---------------- | ----- | ------ |
| 2003      | Defensor Sporting          | Urugwaj   | Primera División | 2     | 0      |
| 2004      | Defensor Sporting          | Urugwaj   | Primera División | 28    | 0      |
| 2005      | Defensor Sporting          | Urugwaj   | Primera División | 16    | 1      |
| 2005/2006 | Defensor Sporting          | Urugwaj   | Primera División | 29    | 2      |
| 2006/2007 | Defensor Sporting          | Urugwaj   | Primera División | 25    | 3      |
| 2007/2008 | Club Atlético Boca Juniors | Argentyna | Primera División | 26    | 1      |
| 2008/2009 | Club Atlético Boca Juniors | Argentyna | Primera División | 7     | 0      |
| 2009/2010 | Club Nacional de Football  | Urugwaj   | Primera División | 26    | 3      |
| 2010/2011 | SS Lazio                   | Włochy    | Serie A          | 19    | 1      |
| 2011/2012 | SS Lazio                   | Włochy    | Serie A          | 31    | 1      |
| 2012/2013 | SS Lazio                   | Włochy    | Serie A          | 34    | 1      |
| 2013/2014 | SS Lazio                   | Włochy    | Serie A          | 25    | 1      |
| 2014/2015 | SS Lazio                   | Włochy    | Serie A          | 4     | 0      |
| 2014/2015 | Torino FC                  | Włochy    | Serie A          | 4     | 0      |
| 2015/2016 | Club Atlas                 | Meksyk    | Liga MX          | 16    | 0      |
| 2017      | Club Nacional de Football  | Urugwaj   | Primera División | 20    | 2      |
| 2018      | Club Nacional de Football  | Urugwaj   | Primera División | 9     | 0      |
| 2019      | Defensor Sporting          | Urugwaj   | Primera División | 28    | 2      |
| 2020      | Defensor Sporting          | Urugwaj   | Primera División | 30    | 2      |
| 2021      | Defensor Sporting          | Urugwaj   | Segunda División | 11    | 0      |
| 2022      | La Luz FC                  | Urugwaj   | Segunda División | 11    | 0      |

## Kariera reprezentacyjna
W seniorskiej reprezentacji Urugwaju González zadebiutował za kadencji selekcjonera Óscara Tabáreza, 23 maja 2006 w wygranym 2:0 meczu towarzyskim z Rumunią. Niedługo potem wziął udział w udanych ostatecznie dla jego drużyny eliminacjach do Mistrzostw Świata 2010, podczas których wystąpił w pięciu z dwudziestu możliwych spotkań. Znalazł się w szerokim składzie na Mistrzostwa Świata w RPA, jednak ostatecznie nie został powołany przez Tabáreza do finalnej kadry. W 2011 roku wziął udział w rozgrywanym w Argentynie turnieju Copa América, gdzie pełnił rolę podstawowego pomocnika zespołu narodowego, rozgrywając pięć z sześciu meczów, z czego cztery w wyjściowym składzie. Urugwajczycy triumfowali natomiast w tych rozgrywkach, pokonując w finale Argentynę (3:0). Premierowego gola w kadrze narodowej strzelił 2 września 2011 w wygranym 3:2 sparingu z Ukrainą.
W 2013 roku González znalazł się w ogłoszonym przez Tabáreza składzie reprezentacji na Puchar Konfederacji. Na brazylijskich boiskach był jednym z podstawowych pomocników zespołu i rozegrał cztery z pięciu możliwych meczów, natomiast Urugwajczycy odpadli wówczas w półfinale, ulegając w nim Brazylii (1:2) i ostatecznie zajęli czwarte miejsce. Rok później został powołany na Mistrzostwa Świata w Brazylii, po uprzedniej regularnej grze w eliminacjach do tego turnieju. Podczas światowego czempionatu stworzył podstawowy duet w środku pola z Egidio Arévalo, rozgrywając wszystkie cztery mecze – w fazie grupowej z Kostaryką (1:3), Anglią (2:1) i Włochami (1:0) oraz w 1/8 finału z Kolumbią (0:2), po którym jego kadra odpadła ostatecznie z mundialu. W 2015 roku, mimo słabszego sezonu w klubie, po raz kolejny znalazł się w składzie na Copa América; niezmiennie pozostając kluczowym ogniwem zespołu wystąpił we wszystkich meczach, lecz Urugwajczycy spisali się gorzej niż poprzednio, odpadając w ćwierćfinale po porażce z gospodarzami – Chile (0:1).